# Dialeurodes tanakai
Dialeurodes tanakai là một loài côn trùng cánh nửa trong họ Aleyrodidae, phân họ Aleyrodinae.
Dialeurodes tanakai được Takahashi miêu tả khoa học đầu tiên năm 1942.